# Norwegian International 1956
Die Norwegian International 1956 fanden vom 10. bis zum 11. November 1956 in Oslo statt. Es war die 13. Austragung dieser internationalen Titelkämpfe von Norwegen im Badminton, wobei nur die reinen Herrenwettbewerbe ausgetragen wurden.

## Finalergebnisse
| Disziplin    | Sieger                                 | Finalist                      | Ergebnis           |
| ------------ | -------------------------------------- | ----------------------------- | ------------------ |
| Herreneinzel | Finn Kobberø                           | Bertil Glans                  | 5–15, 18–15, 15–11 |
| Dameneinzel  | nicht ausgetragen                      | nicht ausgetragen             | nicht ausgetragen  |
| Herrendoppel | Finn Kobberø Jørgen Hammergaard Hansen | Bertil Glans Ingemar Eliasson | 15–10, 15–11       |
| Damendoppel  | nicht ausgetragen                      | nicht ausgetragen             | nicht ausgetragen  |
| Mixed        | nicht ausgetragen                      | nicht ausgetragen             | nicht ausgetragen  |